# AKB48 극장
AKB48 극장(일본어: エーケービーフォーティエイトシアター 에케비 훠티에이토 시아타[*], AKB48 Theater)은 일본 도쿄도 아키하바라에 있는 극장으로, 2005년 12월 28일 오픈하였다. AKB48 전용 공연장으로 돈키호테 빌딩 8층에 있다. 170개의 좌석과 80석의 입석으로 구성되어 있다.

## 공연자
- AKB48